# Le Boudoir
Cet article possède un paronyme, voir Boudoir.
Le Boudoir est un tableau réalisé par le peintre français Henri Matisse en 1921 à Nice, dans les Alpes-Maritimes. Cette huile sur toile représente l'intérieur d'un boudoir où se tiennent deux femmes, l'une d'elles étant sans doute Marguerite Matisse, la fille de l'artiste et l'autre Henriette Darricarrère. Partie de la collection Jean Walter et Paul Guillaume, l'œuvre est conservée au musée de l'Orangerie, à Paris.